# Білокриницька селищна рада (Радомишльський район)
Білокрини́цька се́лищна ра́да — колишня адміністративно-територіальна одиниця та орган місцевого самоврядування в Радомишльському районі Житомирської області УРСР та України. Адміністративний центр — селище міського типу Біла Криниця.

## Загальні відомості
- Територія ради: 14,46 км²
- Територією ради протікає річка Тетерів

## Населені пункти
Селищній раді були підпорядковані населені пункти:
- смт Біла Криниця
- с. Осів

## Населення
Відповідно до результатів перепису населення СРСР, кількість населення ради, станом на 12 січня 1989 року, становила 1 438 осіб.
Станом на 5 грудня 2001 року, відповідно до перепису населення України, кількість мешканців сільської ради становила 1 133 особи.

## Склад ради
Рада складалася з 12 депутатів та голови.
- Голова ради: Генюта Олег Васильович
- Секретар ради: Жудра Валентина Вадимівна

### Керівний склад попередніх скликань
| Прізвище, ім'я, по батькові | Основні відомості                                                | Дата обрання | Дата звільнення |
| --------------------------- | ---------------------------------------------------------------- | ------------ | --------------- |
| Генюта Олег Васильович      | Селищний голова, 1963 року народження, освіта вища, безпартійний | 26.03.2006   | 31.10.2010      |
| Генюта Олег Васильович      | Селищний голова, 1963 року народження, освіта вища, безпартійний | 31.10.2010   |                 |

Примітка: таблиця складена за даними сайту Верховної Ради України

### Депутати
За результатами місцевих виборів 2010 року депутатами ради стали:

#### За суб'єктами висування
| Суб'єкт висування | Кількість обраних депутатів | %  |
| ----------------- | --------------------------- | -- |
| Партія регіонів   | 6                           | 50 |
| Самовисування     | 6                           | 50 |

#### За округами
| № округу        | Прізвище, ім'я, по батькові          | Дата визнання обраним | Освіта             | Партійна приналежність | Відомості про обраного депутата            |
| --------------- | ------------------------------------ | --------------------- | ------------------ | ---------------------- | ------------------------------------------ |
| Партія регіонів |                                      |                       |                    |                        |                                            |
| 1               | Омельчук Микола Миколайович          | 03.11.2010            | середня            | член Партії регіонів   | Загін «Вохор», стрілець                    |
| 3               | Сичевський Юрій Анатолійович         | 03.11.2010            | середня            | член Партії регіонів   | приватний підприємець                      |
| 5               | Куцько Микола Іванович               | 03.11.2010            | середня            | член Партії регіонів   | Загін «Вохор», стрілець                    |
| 6               | Камінська Ніна Григорівна            | 03.11.2010            | вища               | член Партії регіонів   | Білокриницька селищна рада, бухгалтер      |
| 7               | Зузанський Анатолій Євгенійович      | 08.11.2010            | середня            | член Партії регіонів   | Загін «Вохор», начальник                   |
| 11              | Жудра Валентина Вадимівна            | 03.11.2010            | середня            | член Партії регіонів   | Білокриницька селищна рада, землевпорядник |
| Самовисування   |                                      |                       |                    |                        |                                            |
| 2               | Багінська Надія Іванівна             | 03.11.2010            | вища               | позапартійна           | пенсіонер                                  |
| 4               | Лопата Сергій Олексійович            | 07.04.2013            | середня спеціальна | член Партії регіонів   | тимчасово не працює                        |
| 8               | Гарбар Галина Костянтинівна          | 03.11.2010            | середня            | позапартійна           | тимчасово не працює                        |
| 9               | Горай Любов Іванівна                 | 03.11.2010            | середня            | позапартійна           | Білокриницька слищна рада, секретар        |
| 10              | Лашевич Сергій Віленович             | 03.11.2010            | вища               | позапартійний          | Київський НІІБ, інженер                    |
| 12              | Оржаховський Олександр Станіславович | 03.11.2010            | середня            | позапартійний          | пенсіонер                                  |

## Історія
Раду було утворено 20 жовтня 1938 року в складі Радомишльського району. До складу ради увійшли смт Біла Криниця та с. Осів Вишевицької сільської ради Радомишльського району.
Станом на 1 вересня 1946 року та 1 січня 1972 року селищна рада входила до складу Радомишльського району Житомирської області, на обліку в раді перебували смт Біла Криниця та с. Осів.
Припинила існування 18 грудня 2019 року через об'єднання до складу Городоцької селищної територіальної громади Житомирської області.